# ستوبيلا سونزو
ستوبيلا سونزو (بالإنجليزية: Stoppila Sunzu)‏ (مواليد 22 يونيو 1989) هو لاعب كرة قدم زامبي يلعب حاليًا لصالح نادي شنغهاي شينهوا الصيني. وهو من تولى تنفيذ ركلة الجزاء الأخيرة الحاسمة في نهائي كأس الأمم الأفريقية 2012 لتحرز زامبيا لقبها الأفريقي الأول.

## الألقاب

### النادي
زاناكو لوساكا
- الدوري الزامبي الممتاز: 2009

تي بي مازيمبي
- الدوري الوطني الكونغولي: 2011
- دوري أبطال أفريقيا: 2010
- كأس السوبر الأفريقي: 2011
- كأس العالم للأندية الوصيف: 2010

### المنتخب
زامبيا
- كأس الأمم الأفريقية: 2012

## روابط خارجية
- صفحة اللاعب على سكورزواي.كوم
- ستوبيلا سونزو على موقع الاتحاد الدولي (مؤرشف)  (الإنجليزية)
- ستوبيلا سونزو على موقع إي إس بي إن إف سي (الإنجليزية)
- ستوبيلا سونزو على موقع قاعدة بيانات كرة القدم.إي يو (الإنجليزية)
- ستوبيلا سونزو على موقع ناشيونال فوتبول تيمز (الإنجليزية)
- ستوبيلا سونزو على موقع Soccerbase.com (لاعب) (الإنجليزية)
- ستوبيلا سونزو على موقع Soccerway.com (الإنجليزية)
- ستوبيلا سونزو على موقع عالم كرة القدم.نت (الإنجليزية)
- ستوبيلا سونزو على موقع AS.com (الإسبانية)